# Des Lacs (Dakota del Norte)
Des Lacs es una ciudad ubicada en el condado de Ward en el estado estadounidense de Dakota del Norte. En el censo de 2010 tenía una población de 204 habitantes y una densidad poblacional de 140,9 personas por km².

## Geografía
Des Lacs se encuentra ubicada en las coordenadas 48°15′25″N 101°33′49″O / 48.25694, -101.56361. Según la Oficina del Censo de los Estados Unidos, Des Lacs tiene una superficie total de 1.45 km², de la cual 1.38 km² corresponden a tierra firme y (4.83%) 0.07 km² es agua.

## Demografía
Según el censo de 2010, había 204 personas residiendo en Des Lacs. La densidad de población era de 140,9 hab./km². De los 204 habitantes, Des Lacs estaba compuesto por el 96.57% blancos, el 0% eran afroamericanos, el 1.96% eran amerindios, el 0% eran asiáticos, el 0% eran isleños del Pacífico, el 0% eran de otras razas y el 1.47% pertenecían a dos o más razas. Del total de la población el 0.49% eran hispanos o latinos de cualquier raza.